# Alice Miller
Alice Miller (12 de gener de 1923, Piotrków Trybunalski, Polònia – 14 d'abril de 2010, Sant Romieg de Provença, França) fou una psicòloga coneguda pel seu treball en maltractament infantil i els seus efectes en la societat així com en la vida dels individus. Nasqué a Polònia però va créixer i estudià a Suïssa. Va obtenir el seu doctorat en filosofia, psicologia i sociologia el 1953 a Basilea. El 1986 Miller fou guardonada amb el premi Janusz Korczak per la Lliga Antidifamació. Té dos fills que ja són adults.

## La cosmovisió de Miller
La introducció al seu primer llibre, El drama del nen dotat publicat el 1979, conté un famós paràgraf que resumeix la perspectiva de Miller: "L'experiència ens ensenya que, en la lluita contra les malalties psíquiques, únicament disposem, a la llarga, d'una sola arma: trobar emocionalment la veritat de la història única i singular de la nostra infància".
Miller quedà desencantada de la seva pròpia professió, la psicoanàlisi, després de molts anys de practicar-la. Els seus primers tres llibres resultaren d'una investigació que emprengué ella mateixa com a resposta al que creia que eren punts cecs importants en el seu camp de treball. Tanmateix, quan publicà el seu quart llibre Miller ja no creia que la psicoanàlisi fos viable de cap manera.
Basant-se en la psicohistòria, Miller ha analitzat Virginia Woolf, Kafka i d'altres, en les vides dels quals ha trobat relacions entre els traumes de la seva infància i l'esdevenir de les seves vides. Miller creu que tots els casos de malaltia mental, crim i caigudes en sectes religioses són ocasionats per traumes infantils i un dolor intern que no s'ha processat mitjançant una persona d'ajuda que anomenava "testimoni iniciat" (del terme en anglès "enlightened witness"). En la seva cosmovisió, aquest model engloba totes les formes d'abús infantil, incloent-hi les generalment acceptades (com les surres) que ella anomenava pedagogia negra (schwarze Pädagogik).
Durant els 90 Miller donà suport efusiu a un nou mètode de Konrad Stettbacher, qui més tard va rebre denúncies per incidents d'abús sexual. Des d'aleshores, Miller ha refusat fer més recomanacions sobre terapeutes o mètodes. En cartes obertes, Miller explicà la seva decisió i com originalment ella es refià de Stettbacher però finalment es distancià d'ell i de les seves teràpies regressives.
En la nostra cultura "No tocar els pares és la llei suprema", escrigué Miller. Fins i tot els psiquiatres, psicoanalistes i psicòlegs clínics tenen una por inconscient a culpar els pares de les neurosi i psicosis dels seus clients. Segons Miller, els professionals de la salut mental també són criatures de la pedagogia negra internalitzada en les seves pròpies infàncies. Això explica per què el manament "Honraràs els teus pares" ha estat un dels objectius principals a l'escola de psicologia de Miller.
Miller anomena el tractament per xoc o teràpia electroconvulsiva - tractament emprat de vegades per tractar casos severs de depressió- "una campanya en contra dels records". També critica el consell dels psicoterapeutes als seus clients de perdonar els seus pares abusius. Per a Miller això no fa més que impedir el camí a la recuperació: recordar i sentir el dolor de la nostra infància. "La majoria dels terapeutes temen aquesta veritat. Treballen sota la influència d'interpretacions destructives extretes tant de religions occidentals com d'orientals, que prediquen perdó al nen un dia maltractat".  El perdó no resol l'odi sinó que l'encobreix de forma molt perillosa en l'adult ja crescut: produint el desplaçament cap a caps de turc, tal com Miller argumenta en les seves psicobiografies de Hitler i Bartsch, ambdós víctimes d'una horrible vexació parental.
El denominador comú en els escrits de Miller consisteix a explicar perquè els éssers humans prefereixen no conèixer la seva pròpia victimització en la infantesa. El mandat inconscient de l'individu, el fet de no ser conscient de com fou tractat en la infància, condueix al desplaçament: l'irresistible impuls de repetir formes traumatogèniques dels pares en la següent generació de fills.

## Obres
A continuació es presenta un breu resum dels llibres d'Alice Miller.

### El Drama de l'infant dotat(Das Drama des begabten Kindes, 1979)
En el seu primer llibre, (també publicat amb els títols Presoners de la infància i El drama de ser un infant) Miller defineix i elabora les manifestacions en la personalitat del trauma d'infància. Cerca la veritat sobre les experiències dels seus propis fills, i tot fent això, defineix el model que ha esdevingut àmpliament acceptat en cercles piscoterapèutics, com ara l'institut Tavistock. Fa referència a les dues reaccions originades per la manca d'afecte en la infància: la depressió i la grandiositat; la presó interior, el cercle viciós del ressentiment, els records reprimits, l'etiologia de la depressió, i com un trauma d'infància es manifesta en l'adult. D'aquest llibre en deriven la resta.

### Pel teu propi bé(Am Anfang war Erziehung, 1980)
Miller presenta aquí la tesi de com els traumatogènics mètodes alemanys de criança produïren un Hitler i un assassí en sèrie de nens alemany anomenat Jürgen Bartsch. En aquesta obra Miller introdueix el terme "pedagogia negra". Els nens aprenen a prendre partit, "pel seu propi bé", pel punt de vista dels seus pares en contra d'ells mateixos. Per a Miller, el procés pedagògic tradicional és manipulació, i resulta en què l'adult, ja crescut, acata l'autoritat fins i tot tractant-se de líders tirànics o dictadors com en Hitler. Miller argumenta fins i tot que cal abandonar el terme "pedagogia" en favor de la paraula "suport": quelcom similar a allò que els psicohistoriadors anomenen la forma de suport en puericultura.

### No en seràs conscient(Du sollst nicht merken, 1981)
A diferència dels llibres posteriors de Miller, aquest està escrit en un estil acadèmic. És la primera crítica de Miller a la psicoanàlisi, a la que acusa d'assemblar-se a les pedagogies negres que descrigué a Pel teu propi bé. Miller hi critica Freud i Jung. Fa un examen exhaustiu de la teoria freudiana de la libido edípica: un artefacte que convenientment culpa el nen de l'abús sexual dels adults. Miller també critica Kafka, que fou maltractat de nen pel seu pare, però que compleix la funció políticament correcta de reflectir el maltractament en novel·les metafòriques en lloc de denunciar-lo.

### La clau intacta(Der gemiedene Schlüssel, 1988)
Aquest llibre és bàsicament una psicobiografia de Friedrich Nietzsche, Pablo Picasso, Käthe Kollwitz i Buster Keaton. (En l'últim llibre de Miller, El cos mai menteix publicat el 2005, l'autora inclou anàlisis similars de Dostoievski, Anton Txékhov, Friedrich von Schiller, Rimbaud, Mishima, Proust i James Joyce.)
Segons Miller, Nietzsche no visqué en una familia amorosa i el seu llegat filosòfic és una metàfora d'un impuls inconscient de rebel·lió en contra de l'opressiva tradició teològica de la seva família. El seu sistema filosòfic és errat perquè Nietzsche fou incapaç d'establir contacto emocional amb el nen maltractat que duia a dins. Malgrat Nietzsche fou castigat severament per un pare que embogí quan ell era un infant, Miller no accepta la teoria genètica de la bogeria. Més aviat interpreta el brot psicòtic de Nietzsche com a resultat d'una tradició familiar de puericultura prussiana.

### El saber proscrit(Das verbannte Wissen, 1988)
En aquest llibre més personal, Miller confessa que ella mateixa fou maltractada en la seva infància. També introdueix el concepte millerià fonamental de "testimoni iniciat": una persona que està disposada a donar suport a l'altra persona malmesa, empatitzar amb ella i ajudar-la a obtenir un enteniment del seu passat biogràfic.
El saber proscrit és també autobiogràfic en un altre sentit. Marca l'apostasia total i definitiva de Miller de la seva pròpia professió, la psicoanàlisi. La societat col·ludeix amb les teories de Freud a fi i efecte de no conèixer la veritat de la nostra pròpia infància, una veritat que les cultures humanes han "proscrit". Irònicament, els sentiments de culpa inculcats en les nostres ments des dels nostre anys més tendres reforcen la nostra repressió fins i tot en la professió psicoanalítica.

### L'esfondrament del mur del silenci(Abbruch der Schweigemauer, 1990)
Escrit a finals de la caiguda del mur de Berlín, Miller censura la cultura humana sencera. El que ella anomena el "mur del silenci" (Schweigemauer) és el mur rere el qual la societat —l'acadèmia, els psiquiatres, el clero, els polítics i els mitjans de comunicació— han cercat protegir-se: negant els efectes destructius per a la ment del maltractament infantil. Miller continua la confessió autobiogràfica iniciada a El saber proscrit sobre la seva abusiva mare. En el seu llibre Pictures of a Childhood: Sixty-six Watercolors and an Essay, Miller diu que la pintura l'ajudà a ponderar profundament en les seves memòries. En algunes de les seves pintures Miller mostra el nadó Alice embolcallada, a vegades per una mare maligna.
Vaig trair aquella petita nena [...]. Només en els darrers anys, amb l'ajut de la teràpia que em va permetre aixecar el vel de la repressió mica en mica, vaig poder permetre'm experimentar el dolor i la desesperació, l'estat d'indefensió i la justificada fúria d'aquella nena maltractada. Només aleshores la dimensió del crim contra la nena que un cop vaig ser se'm va fer clara i transparent.